# تشكل وتطور المجرات
تهتم دراسة تشكل المجرات وتطورها بالعمليات التي شكلت كونًا غير متجانس من بداية متجانسة، وتكوين المجرات الأولى، والطريقة التي تتغير فيها المجرات مع مرور الوقت، والعمليات التي ولّدت التنوع في التراكيب المرصودة للمجرات القريبة. يُفترض أن تتشكل المجرات من نظريات تشكل البنية، كنتيجة للتموجات الكمومية الصغيرة عقب الانفجار العظيم. النموذج الأبسط المتفق عليه بشكل عام والذي يتوافق مع الظواهر المرصودة هو نموذج «لامدا- سي دي إم»، أي أن التجمع والاندماج يسمحان للمجرات أن تراكم كتلة ويحددان شكلها وبنيتها.

## خصائص المجرات المرصودة الشائعة
بسبب عدم إمكانية إجراء تجارب في الفضاء الخارجي، فإن الطريقة الوحيدة لاختبار النظريات ونماذج تطور المجرات هي مقارنتها بالأرصاد. يجب أن تملك تفسيرات كيفية تشكل المجرات وتطورها إمكانية التنبؤ بخصائص وأنواع المجرات المرصودة.
أنشأ إدوين هابل أوّل مشروع لتصنيف المجرات والذي يعرف باسم مخطط شوكة هابل الرنانة. قُسّمت المجرات إلى مجرات إهليلجية، ومجرات حلزونية عادية، ومجرات حلزونية مضلعة (كما في مجرة درب التبانة)، والمجرات الشاذة. تظهر هذه الأنواع من المجرات الخصائص التالية التي يمكن تفسيرها عن طريق النظريات الحالية لتطور المجرات:
- يشير العديد من خصائص المجرات (بما في ذلك مخطط الحجم-اللون) إلى وجود نوعين أساسيين من المجرات. تنقسم هذه المجموعات إلى مجرات زرقاء تشبه في شكلها النجم، وهي أقرب إلى الأنواع الحلزونية، ومجرات ذات لون أحمر لا تشبه النجم، وهي أقرب إلى الأنواع الإهليلجية.
- المجرات الحلزونية رقيقة جدًا وكثيفة وتدور بسرعة عالية نسبيًا، بينما تدور النجوم في المجرات الإهليلجية بمدارات موجهة بشكل عشوائي.
- تتضمن غالبية المجرات العملاقة ثقبًا أسود فائق الكتلة في مراكزها، تتراوح كتلته بين ملايين ومليارات المرات من كتلة شمسنا. ترتبط كتلة الثقب الأسود بالانتفاخ أو الكتلة الكروية للمجرة المضيفة.
- تمتلك المعدنية ارتباطًا إيجابيًا مع الحجم المطلق (اللمعان) للمجرة.

هناك فكرة خاطئة مفادها أن هابل أخطأ الاعتقاد أن مخطط الشوكة الرنانة يصف التسلسل التطوري للمجرات، بدءًا بالمجرات الإهليلجية ومرورًا بالمجرات المحدبة ووصولًا إلى المجرات الحلزونية. ليست هذه هي القضية؛ وإنما، يظهر مخطط الشوكة الرنانة التطور من البساطة إلى التعقيد دون تحديد دلالات زمنية. يعتقد الفلكيون حاليًا أن المجرات القرصية تشكلت أولًا، ثم تطورت إلى مجرات إهليلجية بواسطة اندماج المجرات.
تتنبأ النماذج الحالية بأن المادة المظلمة تشكّل غالبية كتلة المجرات، وهي مادة لا يمكن ملاحظتها بشكل مباشر، وهي لا تتفاعل بأي طريقة سوى الجاذبية. ظهرت هذه الأفكار لأن المجرات لا يمكن أن تتشكل كما هي أو تدور بالطريقة الحالية ما لم تحتوِ على كتلة أكبر مما استطعنا رصده.

## تشكل المجرات القرصية
المرحلة الأولى في تطور المجرات هي التّشكل. عندما تتشكل المجرة فإنها تكون على شكل قرص، ويُطلق عليها المجرة الحلزونية بسبب البنى «الذراع» التي تشبه الحلزون المتوضعة على القرص. هناك نظريات متعددة حول كيفية تطور توزعات النجوم بشكل يشبه القرص من سحابة من المادة. لكن في الوقت الحاضر، لم تتنبأ أي نظرية منها بنتائج الأرصاد بشكل دقيق.

### النظريات التنازلية
اقترح أولين إيغن ودونالد ليندن-بيل وألان سانديغ عام 1962 نظريةً مفادها أن تشكل المجرات القرصية حدث من خلال انهيار سحابة غازية كبيرة متراصة. توزعت المادة في الكون المبكر في مجموعات مكونة غالبًا من المادة المظلمة. تتفاعل هذه المجموعات بشكل تثاقلي، وتؤثر على بعضها البعض بعزم دوران مدّي ما يعطيها بعض الزخم الزاوي. عندما تبرد المادة الباريونية تتبدد بعض الطاقة وتنكمش باتجاه المركز. تزيد المادة الموجودة قرب المركز دورانها مع الحفاظ على الزخم الزاوي. ثم تتحول المادة إلى قرص ضيق مثل كرة دوارة من عجينة البيتزا. لا يستطيع القرص الحفاظ على سحابة متجانسة واحدة عندما يبرد، لأن الغاز يصبح غير مستقر ثقاليًا. وبالتالي، ينفصل القرص إلى سحب صغيرة تتشكل منها النجوم. ولأن المادة المظلمة لا تتبدد بل تتفاعل ثقاليًا فقط، فإنها تتوزع خارج القرص في ما يسمى الهالة المظلمة. تُظهر الأرصاد وجود نجوم واقعة خارج القرص، وهذه النجوم لا تناسب نموذج «عجينة البيتزا» تمامًا. اقترح لينارد سيرل وروبرت زين لأول مرة أن المجرات تتشكل بواسطة اتحاد الأسلاف الأصغر. يعرف سيناريو التشكل هذا باسم التشكل التنازلي. تعتبر هذه النظرية بسيطة جدًا لكنها لم تعد مقبولة بشكل كبير.

### النظريات التصاعدية
تقترح النظريات الأكثر حداثة تجمع هالات المادة المظلمة في عملية تصاعدية. فبدلًا من انهيار السحب الغازية الكبيرة وتشكيلها للمجرات التي ينفصل  فيها الغاز إلى سحابات أصغر، تقترح أن المادة تنطلق من هذه المجموعات الصغيرة (كتلة بشكل عناقيد مجرية مغلقة) ثم تندمج الكثير من هذه المجموعات لتشكل المجرات، والتي تأخذ شكلها عن طريق الثقالة لتشكيل العناقيد المجرية. ما تزال النتائج تؤدي إلى توزيعات المادة الباريونية بشكل قرص مع مادة مظلمة تشكل هالة لنفس الأسباب في النظرية التنازلية. تتنبأ النماذج التي تستخدم هذا النوع من العمليات بعدد أكبر للمجرات الصغيرة مقارنة بالمجرات الكبيرة، وهذا ما يتطابق مع الأرصاد.
لا يعرف الفلكيون حاليًا العملية التي توقف الانكماش. في الحقيقة، لم تنجح نظريات تشكل المجرات القرصية بإنتاج سرعة دوران وحجم المجرات القرصية. وقد أُشير إلى أن الإشعاع الصادر عن النجوم البراقة المتشكلة حديثًا أو عن النوى المجرّية النشطة يمكنه أن يبطّئ انكماش القرص في طور التشكل. أُشير أيضًا إلى أن هالة المادة المظلمة تستطيع دفع المجرة، وبالتالي إيقاف انكماش القرص.
يشكّل نموذج «لامدا- سي دي إم» نموذجًا كونيًا يشرح تشكل الكون بعد الانفجار العظيم. وهو نموذج بسيط نسبيًا يتنبأ بالعديد من الخصائص المرصودة في كوننا، بما في ذلك التواتر النسبي لأنواع المجرات المختلفة، لكنه يقلل من تقدير عدد المجرات القرصية الرقيقة في الكون. وهذا هو السبب بأن نماذج تشكل المجرات هذه تتنبأ بعدد أكبر من الاندماجات. إذا اندمجت المجرات القرصية مع مجرة أخرى مشابهة في الكتلة (أو على الأقل 15% من كتلتها) فمن المحتمل أن يتدمر الاندماج، أو على الأقل يتمزق القرص، ومن غير المتوقع أن تكون المجرة الناتجة مجرة قرصية. على الرغم من بقاء هذا مشكلة غير محلولة بالنسبة للفلكيين، فإن هذا لا يعني أن نموذج «لامدا- سي دي إم» خاطئ بالكامل، بل بالأحرى يتطلب المزيد من التحسينات لإعادة إنتاج التوزيع المجري في الكون بشكل أدق.

## اندماج المجرات وتشكل المجرات الإهليلجية

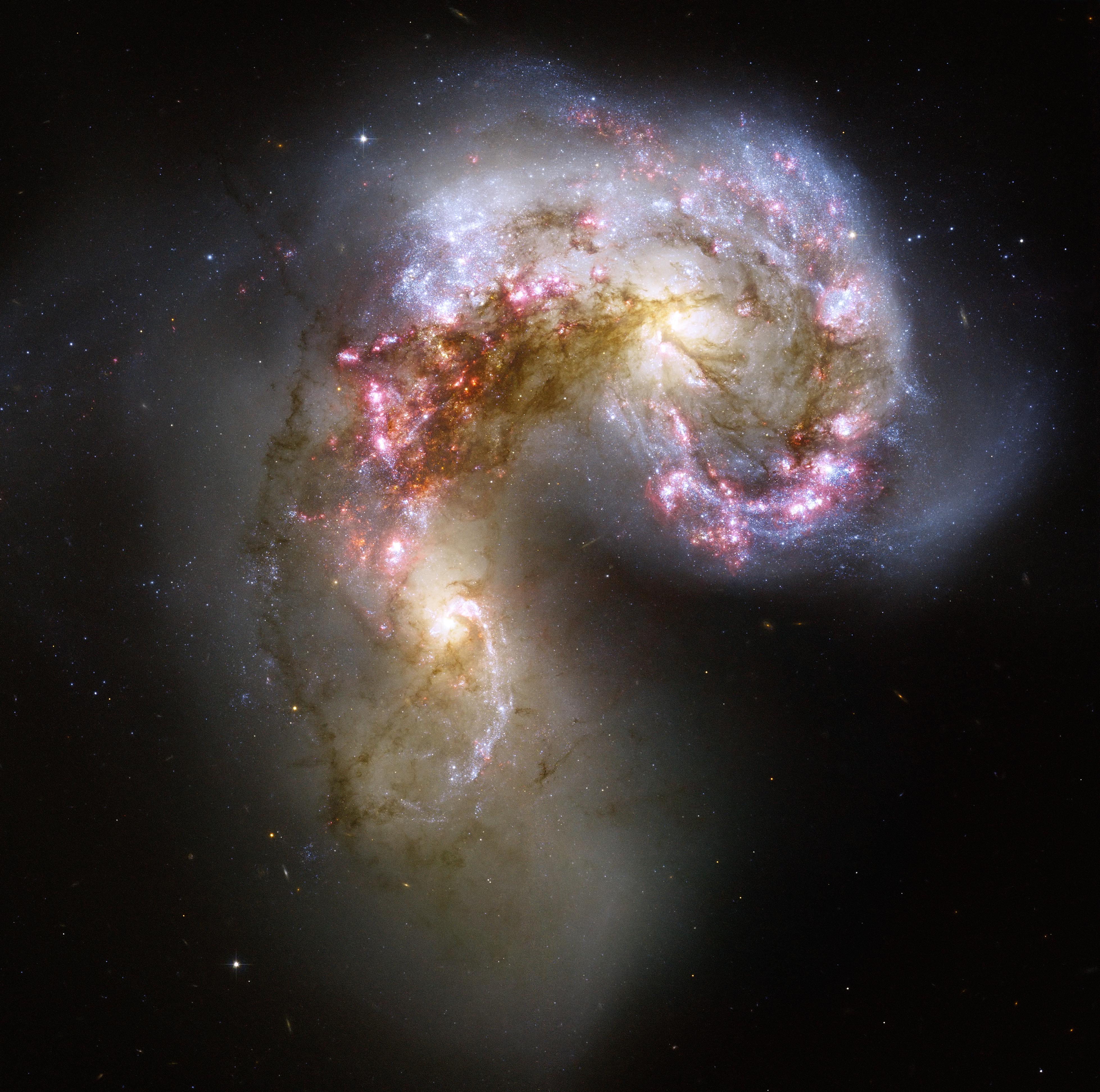
مجرتا الهوائيات هما مجرتان مندمجتان. العقد الزرقاء هي نجوم متكونة حديثًا نتيجة للاندماج.

تُعد المجرات الإهليلجية من أكبر المجرات المعروفة حتى الآن (مثل مجرة آي سي 1101). تدور النجوم داخلها في مدارات موجهة بشكل عشوائي (أي أنها لا تدور مثل المجرات القرصية). السمة المميزة في المجرات الإهليلجية هي عدم مساهمة سرعة نجومها في تسطيح المجرة كما في المجرات الحلزونية. توجد في المجرات الإهليجية ثقوب سوداء مركزية فائقة الكتلة، وترتبط كتلة هذه الثقوب السوداء بكتلة المجرة.
تمر المجرات الإهليلجية أثناء تطورها بمرحلتين. في المرحلة الأولى، ينمو الثقب الأسود فائق الكتلة بواسطة تراكم الغاز المبرد. تتميز المرحلة الثانية باستقرار الثقب الأسود عن طريق كبح تبريد الغاز، ما يجعل المجرة الإهليلجية في حالة مستقرة. ترتبط كتلة الثقب الأسود أيضًا بخاصية تسمى سيغما، وهي تبدد سرعة النجوم في مداراتها. اكتُشفت العلاقة المعروفة بـ«إم-سيغما» في العام 2000. تفتقر معظم المجرات الإهليلجية إلى الأقراص، على الرغم من أن بعض انتفاخات المجرات القرصية تشبه المجرات الإهليلجية. نجد غالبًا المجرات الإهليلجية في المناطق المزدحمة من الكون (مثل العناقيد المجرية).

## معرض صور

مسييه المجرَّة 101 (M101، المعروفة أيضًا باسم NGC 5457 ويُطلق عليها أيضًا مجرَّة دولاب الهواء) تقع في شمال عُنقود القُطبيَّة، في مجموعة الدُب الأكبر، على مسافةٍ تُقدَّر بِحوالي 21 مليون سنة ضوئيَّة عن الأرض.